# Cyanoramphus saisseti
Cyanoramphus saisseti (лат.) — вид птиц рода прыгающие попугаи (Cyanoramphus). Эндемик Новой Каледонии. Ранее считался разновидностью краснолобого прыгающего попугая из Новой Зеландии, сейчас выделен в отдельный вид.

## Описание
Cyanoramphus saisseti — попугай немного мельче, чем типовой вид этого рода краснолобый прыгающий попугай, в среднем длиной 26 см. Боковые стороны головы, груди и живота немного более жёлтые, а красная полоса на лбу немного бледнее, чем у краснолобого прыгающего попугая.
Взрослый попугай — в целом ярко-зелёный. Красная полоса на лбу, уздечка и линия, проходящая по глазам. Узкая красная линия над ушами. Центр короны красный, переходящий назад за глаза. Жёлто-зелёная надбровная зона. Небольшие красные пятна по бокам. Края крыльев и хвостовых перьев — фиолетово-синие. Горло ярко-жёлтое, низ жёлто-зеленый. Надхвостье зелёное с небольшой синевой; подхвостье тёмно-серое. Клюв сине-серый с чёрным кончиком. Глаза тёмно-красные. Молодые особи в целом похожи на взрослых.

## Ареал и местообитание
Cyanoramphus saisseti — эндемик Новой Каледонии. Естественная среда обитания — субтропические или тропические влажные низинные леса, субтропические или тропические влажные горные леса, сухая саванна и субтропические или тропические влажные кустарники.
Cyanoramphus и эндемический монотипический род Новой Каледонии рогатые попугаи (Eunymphicus) имеют общего предка. Попугаи рода прыгающие попугаи из Новой Каледонии распространились на острова Общества, остров Норфолк, остров Лорд-Хау в Новой Зеландии и несколько субантарктических островов к югу от Новой Зеландии.

## Охранный статус
Колонизация Новой Каледонии привела к сокращению популяции вида. Кроме этого, вероятно, вид пострадал от хищничества инвазивных крыс.